# Kofaktor
En kofaktor är en kemisk förening som binder till enzymer för att bidra till dess katalytiska förmåga. Enzym utan kofaktorer kan enbart katalysera reaktioner genom egenskaper som finns hos de aminosyror den är uppbyggd av. Genom att en kofaktor har egenskaper som saknas hos de 20 olika aminosyrorna, kan den möjliggöra katalys eller förbättra enzymets katalytiska förmåga. Det funktionellt inaktiva enzymet bestående av enbart protein kallas apoenzym, medan den aktiva formen med bundna kofaktorer kallas holoenzym.
Kofaktorer uppdelas huvudsakligen i två grupper: dels mindre organiska molekyler, även kallade koenzymer, och dels joner, vanligtvis metalljoner.
Kofaktorer kan vara löst eller hårt bundna till enzymet. En kofaktor som binds hårt till enzymet kallas för en prostetisk grupp. En kofaktor som däremot aldrig binder in till enzymet kallas för ett kosubstrat; ett exempel är koenzymet NADH/NAD+.